# Уразова
Уразова — річка в Україні, ліва притока річки Оскіл. Басейн Сіверського Дінця. Довжина 45 км. Площа водозбірного басейну 855 км². Похил 0,7 м/км. Долина завширшки 2 км. Заплава двостороння, шириною 100–200 м. Річище звивисте, шириною 1—3,5 м, глибиною 0,5—1,5 м. Використовується на зрошування, господарсько-побутові потреби, розведення водоплаваючої птиці.
Бере початок біля смт Троїцьке. Тече по території Троїцького району Луганської області та Білгородської області Росії.